# Amaryllis paradisicola
Amaryllis paradisicola är en amaryllisväxtart som beskrevs av Deirdré Anne Snijman. Amaryllis paradisicola ingår i släktet Kapamaryllissläktet och familjen amaryllisväxter. Inga underarter finns listade i Catalogue of Life.